# ماتس هوملز
ماتس هوملز (بالألمانية: Mats Hummels) مواليد 16 ديسمبر 1988 في بيرغيش غلادباخ، ألمانيا الغربية) هو لاعب كرة قدم ألماني يلعب مع نادي روما في الدوري الإيطالي في مركز قلب الدفاع. وفي مايو 2016 انضم هوميلز نادي بايرن ميونخ، وبصفقة قدرت بـ 38 مليون يورو. وفي يونيو 2019 عاد هوميلز الي نادي بوروسيا دورتموند، ب38 مليون يورو متضمنة المكافاة.

## مسيرته الكروية
لعب ماتس هوملز خلال مسيرته الاحترافية مع 3 أندية في سبعة عشر موسمًا وسجل خلالها 28 هدفًا ضمن 373 مباراة. حيث فاز في موسم واحد بالكأس وفي خمسة مواسم بالدوري.
خاض ماتس هوملز مسيرته مع نادي بايرن ميونخ ب في موسم 2005–06 واستمر معه طيلة ثلاثة مواسم، مشاركًا في 42 مباراة سجل خلالها 5 أهداف. ثم انتقل إلى نادي بايرن ميونخ في موسم 2006–07 في المرة الأولى لمدة موسم واحد ثم في موسم 2016–17 واستمر معه طيلة ثلاثة مواسم، حيث شارك طوالها في 75 مباراة سجل خلالها 3 أهداف. لينتقل بعدها إلى نادي بوروسيا دورتموند في موسم 2007–08 في المرة الأولى ليلعب معه تسعة مواسم ثم في موسم 2019–20 لمدة موسم واحد، مشاركًا طوالها في 256 مباراة سجل خلالها 20 هدف.

## روابط خارجية
- الموقع الرسمي
- ماتس هوملز على موقع الاتحاد الدولي (مؤرشف)  (الإنجليزية)
- ماتس هوملز على موقع الاتحاد الأوربي (الإنجليزية)
- ماتس هوملز على موقع إي إس بي إن إف سي (الإنجليزية)
- ماتس هوملز على موقع قاعدة بيانات كرة القدم.إي يو (الإنجليزية)
- ماتس هوملز على موقع بيانات كرة القدم. دي إي (الألمانية)
- ماتس هوملز على موقع ليكيب (الفرنسية)
- ماتس هوملز على موقع ناشيونال فوتبول تيمز (الإنجليزية)
- ماتس هوملز على موقع Soccerbase.com (لاعب) (الإنجليزية)
- ماتس هوملز على موقع Soccerway.com (الإنجليزية)
- ماتس هوملز على موقع عالم كرة القدم.نت (الإنجليزية)
- Mats Hummels – سجل منافسات اليويفا